# Uproxx
Uproxx — американський вебсайт, присвячений молодіжній культурі.
Засновниками сайту стали Джаррет Маєр та Браян Брейтер, які створили його 2008 року. Видання публікувало новини шоубізнесу та дозволяло обговорювати їх разом з авторами. Пізніше на сайті стали виходити власні відеоролики, створені разом із компанією 5-Second Films.
2014 року Uproxx став частиною компанії Woven Digital. На той момент на сайті працювало 10 співробітників, а його аудиторією були чоловіки 18-34 років. 2018 року Uproxx придбала компанія Warner Music Group, додавши до свого портфоліо відомий медіабренд, аудиторія якого складала понад 40 млн читачів. Президентом Uproxx на той момент був та залишився Бенджамін Бланк.